# Belgrade Township (Missouri)
Belgrade Township est un township inactif, situé dans le comté de Washington, dans le Missouri, aux États-Unis,.
Le township est baptisé en référence à la communauté de Belgrade (en).